# SS-Begleitkommando des Führers
De SS-Begleitkommando des Führers was een bodyguard-team van SS-soldaten. Deze soldaten hadden de taak om Adolf Hitler te beschermen ten tijde van het naziregime.
Het team werd op 29 februari 1932 opgericht en bevatte toen acht soldaten:
- Franz Schädle
- Bruno Gesche
- Erich Kempka
- August Körber
- Adolf Dirr
- Kurt Gildisch
- Willy Herzberger
- Bodo Gelzenleuchter

Zij moesten ervoor zorgen dat Hitler zich vrij kon verplaatsen. Het team werd in 1934 vervangen door het Führerschutzkommando.